# Basotti
I basotti o  bassotti o tagliolini al forno, sono un primo piatto a base di pasta lunga all’uovo cotta in forno. Sono tipici della provincia di Forlì-Cesena, in particolare dell’alta valle del Savio.

## Preparazione
Si preparano con dei tagliolini che vengono deposti, talvolta dopo averli ammorbiditi tuffandoli per un tempo brevissimo in brodo bollente di carne (tradizionalmente di maiale, oppure oggi di gallina o manzo) a strati in una teglia precedentemente unta con strutto e rivestita di pangrattato. Ogni strato viene condito con strutto e spolverizzato con parmigiano grattugiato; oggi comunque al tradizionale strutto si preferisce il burro. In alternativa al parmigiano è possibile aggiungere su ciascuno strato delle uova sbattute.
Successivamente il brodo viene versato nella teglia, fino a ricoprire il tutto. La teglia viene posta in forno (o, in passato, nel camino, con il treppiede posto sulla brace). Durante la cottura la pasta si inzuppa di brodo e viene tenuta in forno fino a quando il brodo non sarà completamente evaporato e non si sarà formata una crosta dorata. Il tutto viene poi tagliato e servito in porzioni quadrate.